# Страцинско-Кумановска операция
Страцинско-Кумановската операция е настъпателна операция на българската армия по време на участието на България във Втората световна война срещу войски на Третия райх, отбраняващи подстъпите към долината на река Вардар. Проведена е от 8 октомври до 14 ноември 1944, провеждана успоредно с Нишката настъпателна операция и Брегалнишко-струмишката настъпателна операция.
Операцията се провежда с цел да се пресече пътят за отстъпление на група немски армии „Е“ от Гърция към Централна Европа. Българските войски започват настъпление на 8 октомври и същия ден влизат в Крива паланка. Последователно се водят боеве за хребета Стражин (18 октомври) и Страцинската позиция, която е овладяна на 25 октомври. Сраженията продължават при река Пчиня и град Куманово (11 ноември), където частите на Вермахта наново са разбити.
Поради важното оперативно значение, което има Скопие, българското командване насочва I и IV армия за неговото освобождаване. На 13 ноември 1944 г. по обяд германците започват да се оттеглят от града. Към 18,30 ч. разузнавателният взвод от 5-и пехотен полк на 5-а дивизия пръв влиза в почти напълно опразнения град, а части на 2-ра пехотна дивизия от I армия след кратки боеве прочистват самостоятелно южната и източната част на Скопие. Така към 23 ч. те овладяват неговия център. Генерал Уолтър Оксли – ръководител на британската част на Съюзническата контролна комисия в България информира ръководството на военното министерство и щаба на Обединените съюзнически сили в Средиземноморието по следния начин:
| „ | ...Скопие е овладян след слаба съпротива на концентричните български атаки, докато партизаните стоят на околните хълмове, като слизат долу за да подкрепят влизането на българите в града. Българите са задържали военнопленниците, но са предали плененото оръжие на Титовите части... | “ |

На 14 ноември части на Първа и Четвърта българска армия влизат в Скопие, с което изпълняват поставената им задача.

## Памет
На Кумановския бой е наречена улица в квартал „Надежда III“ в София (Карта).

## Галерия
- Български изтребители Месершмит Bf 109 през есента на 1944 г.
- Българските войски напредват към хребета Стражин.
- Скопяни приветстват пристигането на българската армия на 14 ноември 1944 г.
- Български части на старата българо-югославска граница през октомври.
- Български войничи в Крива Паланка.
- Боеве в Куманово.
- Парашутната дружина, приветствана в Куманово.
- Пленени германци край Куманово.
- Българите навлизат в Скопие на 13 ноември.
- Българите навлизат в Скопие на 13 ноември
- Български войници в Скопие на 14 ноември 1944 г.
- Български войници в Скопие на 14 ноември 1944 г.
- Скопяни приветстват пристигането на българската армия на 14 ноември 1944 г.